# 久米伸明
久米 伸明（くめ のぶあき、本名同じ、1977年10月7日 - ）は、愛知県出身の俳優・脚本家・劇作家・演出家。血液型A型。
明治大学卒業。劇団「PU-PU-JUICE」所属。また、子どもだけの舞台N.G.A.代表も務める。過去には劇団ラブリーヨーヨー主宰。

## 出演

### テレビ
- 演技者。 「狂うがまま」（フジテレビ） - 脚本
- TBSドラマ Mの悲劇（TBSテレビ）

### 映画
- マブイの旅（2004年） - 準主演：ニコ 役
- 魍魎の匣（2008年）

### 舞台
- Xmasワンナイト 「ONE NIGHT JACK」（2006年） - 脚本・演出
- e-jack プロデュース 「ダーティーバード」（2006年） - 演出
- C.C.C.C.公演 「光の王国」（2006年） - 脚本・演出
- PU-PU-JUICE 第2回公演 『唾と蜜（つばとみつ）』（2006年、主演：大迫一平） - 脚本・演出
- N.G.A.公演 「七色の鍵」（2007年） - 脚本・演出
- PU-PU-JUICE 第3回公演 『MARRIAGE BLUE PLANET』（2007年、主演：大迫一平） - 脚本・演出
- ゴールドジム主催 骨髄バンクチャリティーイベント（2008年） - 脚本・演出
- PU-PU-JUICE 第5回公演 『R-18』（2008年、主演：大迫一平） - 脚本・演出
- PU-PU-JUICE 第6回公演 『妄想協奏曲』（2008年、主演：大迫一平） - 脚本・演出
- N.G.A.公演 「星に物語を」（2008年） - 脚本・演出
- PU-PU-JUICE 第7回公演 『汚れたアヒル』（2009年） - 脚本・演出
- レッドフェイスプロデュース 「吟子」（2009年）
- PU-PU-JUICE 第8回公演 『新・罪と罰』（2009年、主演：いしだ壱成） - 脚本
- N.G.A.公演 「クリスタル・シップ」（2009年） - 演出
- PU-PU-JUICE 第9回公演 『パニ☆ホス』（2009年、主演：加賀美早紀）
- PU-PU-JUICE 第10回公演 『結婚狂想曲』（2010年、主演：浅見れいな）
- PU-PU-JUICE 第30回公演 『革命の家』（2025年、主演・高橋メアリージュン）[1]

### 監督作品
- 三鷹市芸術文化振興財団主催 子どもだけの舞台『光の王国』（2006年） - 監督
- くもり、のち、スノーブリザード（2007年） - 監督・脚本

### 舞台
- 飯田譲治初舞台作品『戯曲Operation』（2015年、主演：鳳恵弥、作・監修：飯田譲治、プロデューサー：中野敦之） - 演出

## 受賞・受章歴
- パルテノン多摩演劇フェスティバル 最優秀賞（脚本、演出、出演）